# Лаубе, Юлиус
Генрих Вильгельм Юлиус Лаубе (нем. Heinrich Wilhelm Julius Laube; 1841 — 1910) — немецкий дирижёр.
Учился музыке с восьмилетнего возраста. В 1857 году поступил на военную службу в Тюрингии, одновременно играя в военном оркестре на гобое и находя время учиться дальше игре на скрипке и фортепиано. В 1868 году стал руководителем оркестра. В 1877 году вышел в отставку с военной службы и обосновался в Гамбурге, где создал собственный оркестр, сосредоточившись на исполнении новейшей музыки. Среди композиторов, чьи сочинения Лаубе пропагандировал, был Чайковский; Лаубе, в частности, впервые в Гамбурге исполнил его симфонию «Манфред». В 1888 году, по случаю приезда Чайковского в Гамбург, Лаубе дал торжественный концерт, включив в программу Итальянское каприччио и увертюру «Ромео и Джульетта». Под впечатлением от этого концерта Чайковский организовал для Лаубе российский ангажемент, и в 1888—1891 годах Лаубе дирижировал летними концертами на Павловском вокзале; при этом, однако, Чайковский обратился к Лаубе с письмом, призвав его исполнять музыку других русских композиторов, но воздержаться на некоторое время от его собственной музыки, дабы не создавать у публики впечатления, что помощь Чайковского носила небескорыстный характер. В дальнейшем Лаубе был одним из основателей Общества гамбургских друзей музыки (нем. Verein der Hamburgischen Musikfreunde) и в 1896—1908 годах дирижировал серией популярных концертов Общества.